# Matthew Quay
Matthew "Boss" Quay, född 30 oktober 1833 i Dillsburg, Pennsylvania, död 28 maj 1904 i Beaver, Pennsylvania, var en mäktig politisk boss i den amerikanska delstaten Pennsylvania. Han representerade Pennsylvania i USA:s senat som republikansk senator 1887-1899 och från 1901 fram till sin död. Han var ordförande för Republican National Committee 1888-1891.

## Biografi
Quay studerade juridik och inledde 1854 sin karriär som advokat i Beaver. Han deltog i amerikanska inbördeskriget som överste i nordstatsarmén. Han tilldelades utmärkelsen Medal of Honor efter första slaget vid Fredericksburg.
Efter att 1869 ha blivit vald till sekreterare i republikanernas partistyrelse i Pennsylvania blev Quay den mest inflytelserika republikanen i delstaten. Han var delstatens statssekreterare (Secretary of the Commonwealth of Pennsylvania) 1873-1878 och 1879-1882. Han var sedan delstatens finansminister (Pennsylvania State Treasurer) 1886-1887.
Quay efterträdde 1887 John I. Mitchell som senator för Pennsylvania. Quay och hans politiska organisation spelade en central roll i Benjamin Harrisons kampanj i presidentvalet i USA 1888. Harrison vann valet trots att han fick färre röster än Grover Cleveland. Harrison ansåg att han hade vunnit tack vare Guds hjälp. När Quay hörde om Harrisons reaktion påpekade han att Harrison aldrig kommer att veta hur nära ett fängelsestraff flera män hade varit för att få honom vald till president. Harrison fick många fiender bland de politiska bossarna under sin tid som president. Quay ville förhindra Harrisons nominering som republikanernas kandidat i presidentvalet i USA 1892. Han och de andra bossarna kände att de inte hade blivit belönade för insatserna i presidentvalet 1888. Harrison nominerades men han förlorade valet mot Cleveland.
Quay omvaldes 1893 men delstatens lagstiftande församling lyckades inte enas om en efterträdare för mandatperioden med början år 1899. Quay kandiderade även den gången till omval men han var inblandad i en skandal. Guvernör William A. Stone utnämnde Quay till senaten men senaten vägrade att godkänna utnämningen. Republikanerna i Pennsylvania höll fast vid Quays kandidatur och till sist vann han år 1901 mandatet som gällde fram till 1905. Han avled 1904 i ämbetet och efterträddes av Philander C. Knox. 
Quay var frimurare. Hans grav finns på Beaver Cemetery i Beaver.